# Jacques Veissid
Jacques Veissid est un écrivain et humoriste français né à Paris le 1er mars 1927 et mort à Paris le 22 juillet 1999,.

## Biographie
Jacques Veissid se fit d’abord connaître, dès les années 1950, en tant que créateur de grilles de mots croisés, ou verbicruciste, pour le compte des éditions Marchot, puis de la Société Parisienne d’édition des frères Offenstadt. Ses définitions au deuxième degré, souvent spirituelles, ont fait sa renommée. Il a poursuivi cette activité toute sa vie, notamment, plus tard, sous la forme de mots flêchés pour différentes publications. A la Société parisienne d’édition (SPE) il fut bientôt chargé de scénarios des bandes dessinées Les Pieds Nickelés, créée par Louis Forton en 1908 au sein de la revue L’Epatant, et Bibi Fricotin. Il fut aussi responsable du Journal des Pieds-Nickelés et du journal de Bibi Fricotin, des mensuels qui comportaient des bandes dessinées du titre, ainsi que d’autres divertissements et jeux pour les enfants. La SPE fut absorbée par les éditions Ventillard dans les années 1960. Au début des années 70, Georges Ventillard, le PDG,  chargea Jacques Veissid de la direction de l’almanach Vermot. Cette publication annuelle à la fameuse couverture rouge, parue pour la première fois le 1er janvier 1886, avait été conçue pour être lue au rythme d’une page par jour. Largement diffusée dans les campagnes, elle comportait, sous le patronage du saint du jour, des conseils domestiques et agricoles, ainsi que des histoires drôles, des blagues et des calembours. Jacques Veissid se fit alors le défenseur du « calembour bon » et l’ennemi du « jeu de mots laids », et parvint à redresser spectaculairement les ventes d’un ouvrage alors en perte de vitesse. Toutefois, à la suite d’un désaccord avec la direction, il quitta les éditions Ventillard pour publier chez Balland en 1976 son propre almanac’h, l’almanach Veissid, dans lequel le thème de « la vie conjugale » était particulièrement développé sous l’angle de la dérision et de l’humour. Ce nouvel almanach ne connut qu’une seule édition. (En 2025, le Vermot existe toujours, bien que sa diffusion dans les campagnes se soit largement réduite.) Passionné par les arts et les compétences issus de la tradition populaire, Jacques Veissid publia en outre dans la collection des Guides pratiques Vermot un traité de médecine par les plantes (1973), et un traité de cuisine traditionnelle (1976).
Jacques Veissid fut amené à exploiter le thème de « la vie conjugale », qu’il développait avec une ironie joyeusement misogyne, dans des spectacles humoristiques présentés particulièrement au restaurant le Coqomard, dans la bien-nommée rue des Martyrs, à Paris. L’humoriste y racontait des histoires drôles qui peignaient la vie quotidienne des maris sous un jour apocalyptique et, accompagné de jeunes musiciens et choristes issus du milieu rock, y interprétait avec jubilation des chansons du répertoire paillard.  Chaque spectateur de sexe masculin se voyait remettre un rouleau à pâtisserie afin de pouvoir répondre à la vindicte d’une épouse supposée acariâtre… Ce thème, en décalage avec l’émergence du féminisme en France dans les années 1970, obtint paradoxalement un certain succès, et amena l’auteur  et humoriste à participer régulièrement à l’émission Les Grosses Têtes, animée sur RTL par Philipe Bouvard, ainsi qu’à d’autres émissions télévisées ou radiodiffusées. Il publia en 1980 aux éditions Mengès un recueil illustré de ses histoires les plus loufoques sous le titre Nénette ou les affres de la vie conjugale, précédé (1977) d’un autre intitulé Pensées débiles. Fort d’un sens particulièrement aigu de l’auto-dérision, et  loin d’adhérer au jugement de Victor Hugo selon lequel « Le calembour est la fiente de l’esprit », l’auteur se glorifiait d’avoir été traité amicalement par Philippe Bouvard « d’apôtre de la médiocrité intellectuelle ». Toutefois, dans un essai philosophique paru en 1978 sous le titre Le comique, le rire et l’humour, il s’interrogeait sur le rôle et sur les limites de l’humour. L’ouvrage, dont le ton sérieux et réfléchi était propre à faire mentir le célèbre animateur de radio, se conclut  par cette formule philanthropique : « Craignons, à trop vouloir développer notre sens de l’humour, de perdre notre sens de l’humain ».
L’oeuvre de Jacques Veissid qui connut la plus forte diffusion est un ouvrage très sérieux intitulé Savoir à quel saint se vouer, et sous titré « 1000 saints, leur histoire et leurs prières pour faire face aux difficultés de la vie », publié chez Plon en 1995. Fortement influencé par son expérience au Vermot, l’auteur a répertorié les saints chrétiens susceptibles de répondre à une prière, les éléments caractéristiques de leurs vies, les champs de leurs compétences supposées et la façon de les invoquer. L’ouvrage se veut essentiellement pratique, et comporte un index par mots-clés permettant de sélectionner facilement le bienheureux utile selon les maux que l’on espère soulager, qu’il s’agisse de mauvaises récoltes, d’adultère ou de parasites intestinaux. Bien que parfaitement respectueux des saints intercesseurs mis en avant, il n’est pas tout à fait dénué d’humour. Réédité à plusieurs reprises aux éditions Perrin, il a été traduit en différentes langues, notamment en espagnol,  et diffusé dans plusieurs pays d’Europe et d’Amérique. 
En marge de sa vie professionnelle, Jacques Veissid fut en novembre 1960 le héros d’un jeu radiophonique diffusé sur Europe N°1 baptisé CQFD, imaginé par Jacques Antoine et animé par Georges de Caunes. Sélectionné parmi plusieurs centaines de concurrents, il fut sur le champ endormi au penthotal et, muni de matériel et de provisions, enfermé dans la grotte de Trabuc à Mialet (Gard), avec mission d’en trouver la sortie dans les dix jours. Bien que de complexion plutôt chétive et dénué de toute expérience sportive, il sortit victorieux de cette redoutable épreuve au neuvième jour. 